# Bouriège
Bouriège é uma comuna francesa na região administrativa de Occitânia, no departamento de Aude. Estende-se por uma área de 10,65 km². Em 2010 a comuna tinha 135 habitantes (densidade: 12,7 hab./km²).